# Bahnradsport-Weltmeisterschaften 1899

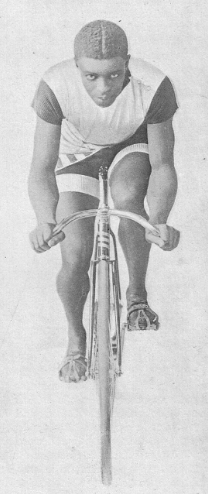
Major Taylor wurde Weltmeister der Profi-Sprinter in Montreal.

Die Bahnradsport-Weltmeisterschaften 1899 fanden vom 9. bis 11. August in Montreal statt. Ausrichter war die „International Cyclists Association“ (ICA), eine Vorgänger-Organisation der Union Cycliste Internationale. Die Rennen fanden vor bis zu 12 000 Zuschauern statt. Es waren kaum europäische Fahrer am Start; auch die US-amerikanischen Radsportler, die ihr Brot normalerweise in Europa verdienten, unterbrachen ihre Saison nicht, um in Kanada zu starten.
Bei dieser Weltmeisterschaft kamen erstmals motorisierte Schrittmachermaschinen bei den 100-km-Rennen zum Einsatz. Es kamen aber nur die späteren Sieger in diesen Genuss; ihr Vorsprung betrug jeweils mehrere Kilometer auf den Zweitplatzierten. Bei allen folgenden Weltmeisterschaften wurden ausschließlich motorisierte Schrittmacher eingesetzt.
Die Anreise der europäischen Delegierten zu den Weltmeisterschaften gestaltete sich abenteuerlich, weil das Schiff, das sie nach Kanada bringen sollte, einen Tag lang im Treibeis stecken blieb. Auf der parallel zur WM stattfindenden Konferenz der ICA musste darüber entschieden werden, welche von zwei miteinander verfeindeten Radsport-Organisationen die USA repräsentieren solle, die „League of American Wheelmen“ (LAW) oder die „National Cyclists Association“. Die LAW setzte sich schließlich mit der Drohung durch, ihre Fahrer andernfalls nicht bei der WM starten zu lassen.
Berufsfahrer
| Disziplin                  | Platz | Land                   | Athlet                   |
| -------------------------- | ----- | ---------------------- | ------------------------ |
| Fliegerrennen über 1 Meile | 1     | Vereinigte Staaten     | Major Taylor             |
|                            | 2     | Vereinigte Staaten     | Tom Butler               |
|                            | 3     | Frankreich             | Gaston Courbe d’Outrelon |
| Steherrennen über 100 km   | 1     | Vereinigtes Königreich | Harry Gibson             |
|                            | 2     | Vereinigte Staaten     | Hugh MacLean             |
|                            | 3     | Vereinigte Staaten     | Ken Boake                |

Amateure
| Disziplin                  | Platz | Land                   | Athlet             |
| -------------------------- | ----- | ---------------------- | ------------------ |
| Fliegerrennen über 1 Meile | 1     | Vereinigtes Königreich | Thomas Summersgill |
|                            | 2     | Vereinigte Staaten     | Earl Peabody       |
|                            | 3     | Kanada                 | John Caldow        |
| Steherrennen über 100 km   | 1     | Vereinigte Staaten     | John Nelson        |
|                            | 2     | Vereinigte Staaten     | Robert Goodson     |
|                            | 3     | Kanada                 | William Riddle     |